# Бульвар Генерала Артигаса
Бульвар генерала Артигаса (исп. Bulevar General José Artigas), или Бульвар Артигаса — одна из основных центральных улиц Монтевидео. Носит имя национального героя Уругвая Хосе Хервасио Артигаса. Многие горожане называют эту улицу просто «Бульвар», тем самым отмечая её важное историческое значение.

## Описание
Бульвар берёт своё начало у прибрежной аллеи — Рамблы Монтевидео в районе Пунта-Карретас, пролегает 6,5 км в северном направлении, затем поворачивает под углом 90° на запад и заканчивается через 4 км у Рамблы в районе Капурро — Белья-Виста. На своём протяжении он пересекает 16 районов города.
Уникальная особенность бульвара, заключающаяся в его повороте на 90°, обусловлена тем, что до конца XIX века он обозначал границу города.
На большем своём протяжении ширина бульвара составляет около 40 м. Проезжая часть имеет разделительную полосу, оформленную клумбами с цветами и кустарниками. Также вдоль дороги проложены широкие тротуары.